# Flyvestation Karup
Flyvestation Karup, er en dansk flyvestation beliggende i Kølvrå uden for Karup i Midtjylland mellem Herning og Viborg.  Det Danske Flyvevåbens blev oprettet i 1950 ved sammenlægning af Hærens Flyvertropper og Marinens Flyvevæsen på Karup Flyveplads. Den 8. februar 1951 blev den  omdøbt til sit nuværende navn: Flyvestation Karup.

## Historie
Flyvestationen blev etableret som flyvebase af den tyske værnemagt i perioden 1940-45 under navnet: "Einsatzhafen Grove/Fliegerhorst Grove" og var i begyndelsen af 2. Verdenskrig udgangspunkt for Luftwaffes offensive operationer mod bl.a. England, men blev senere i krigen base for luftforsvarsfly. Tyskerne opbevarede deres ammunition i Hjøllund ammunitionsdepot ca. 35 km derfra.
Området ved Karup blev valgt på grund af at det var fladt og øde, ligesom Alhedebanens nærhed havde en betydning. Tyskerne anlagde et sidespor til banen, og Grove Sidespor blev omtalt som det længste sidesporsanlæg i Danmark. Dette blev brugt til transporter af ammunition, brændstof, og byggematerialer som blev brugt til etableringen af flyvestationen.
Efter krigen og indtil 1949 blev flyvepladsen af Indenrigsministeriet anvendt som lejr for ca. 22.000 tyske flygtninge. De 1.500 grave ved Gedhus og Flygtningekirkegården i Grove med 1.300 grave vidner om den periode.
Flyvestationens samlede areal er 3000 hektar, som fordeler sig på: flyvepladsareal, øvelsesområde, skov og plantage, landbrugsjord og områder med mose, kær, hede og krat. Der er 9 kilometer startbaner, 31 kilometer rullebaner, 48 kilometer asfalt- og betonveje og 40 kvadratkilometer skov og hede.
Det daglige flyoperationsområde, som udgør cirka 1/3 af arealet, er indhegnet med 17 kilometer hegn.
På Flyvestation Karup er en lang række af Flyvevåbnets eskadriller oprettet siden 1950 og senere flyttet til andre danske flyvestationer. De mest kendte eskadriller på flyvestationen i nyere tid er nok Eskadrille 725 (jagerbomber) og 729 (rekognosceringsfly), der fra 1970 til 1993 fløj Saab 35 Draken som de sidste jagerfly på Karup, da eskadrillerne blev nedlagt i 1993. Udover Draken-flyene har en lang række andre jagerfly været på Flyvestation Karup siden 1950'erne.

## I dag
Flyvestation Karup er Nordeuropas største flyvestation. Dens samlede areal er 2.900 ha, som fordeler sig på flyvepladsareal, øvelsesområde, skov og plantage, landbrugsjord og områder med mose, kær, hede og krat. Der er 9 km startbaner, 31 km rullebane for fly, 48 km asfalt- og betonveje og 40 kvadratkilometer skov og hede. Det daglige flyoperationsområde, som udgør ca. 1/3 af arealet, er indhegnet (15 km hegn).
Flyvestation Karup er i dag navnet for det fysiske flyvestationsområde, hvor Helicopter Wing Karup (HW KAR) er den operative myndighed på området, derudover har et antal skoler og myndigheder også hjemme på flyvestationen.
HW KAR har følgende enheder under sig:
- Eskadrille 660 - Force Protection.
- Eskadrille 722 – EH-101 Merlin.
- Eskadrille 723 – Sikorsky MH-60R Seahawk
- Eskadrille 724 – AS 550 Fennec
- Flyveskolen – T-17 Supporter

Skoler og myndigheder placeret på flyvestationen:
- Dele af Værnsfælles Forsvarskommando (VFK)
- Operations Support Wing (tidligere Air Force Training Centre)
- Air Control Wing

Civile firmaer på flyvestationen:
- Danish Aerotech A/S
- Karup Lufthavn – bruger bl.a. landingsbaner til ruteflyvninger.

Foreninger på flyvestationen:
- Draken Team Karup

## Fodnoter
1. ↑  Flyvestation Karup på flv.dk via web.archive.org
2. ↑  "Einsatzhafen Grove" Arkiveret 16. februar 2018 hos  Wayback Machine
3. ↑  Inger Merstrand, Lokalhistorisk Arkiv i Karup Arkiveret 15. december 2013 hos  Wayback Machine, www.karup-by.dk
4. ↑  Dansk Ornitologisk Forening Ringkøbing Amt Arkiveret 31. december 2004 hos  Wayback Machine: "Karup Hede og Flyvestation"

56°16′46.14″N 9°7′13.01″Ø / 56.2794833°N 9.1202806°Ø